# Джурджеви ступови (Черна гора)
 Тази статия е за манастира край Беране.  За манастира в Стари Рас вижте Джурджеви ступови.  
Манастирът „Джурджеви ступови“ или на български Манастирът „Стълбовете на Свети Георги“ е православен манастир на Сръбската православна църква намиращ се в близост до черногорския град Беране.
Манастирът е построен през 1213 година като задужбина на Стефан Първослав, син на Тихомир Завидович. Проучванията показват, че последното изписване на манастирската църква е от времето на цар Стефан Душан. От тогава манастирът е опожаряван пет пъти - през 1738, 1824, 1862, 1875 и 1912 години.